# Steve Shutt
Stephen John Shutt, detto Steve (Toronto, 1º luglio 1952), è un ex hockeista su ghiaccio canadese.

## Biografia
Nel corso della sua carriera ha giocato con North York Rangers (1968/69), Toronto Marlboros (1968-1972), Nova Scotia Voyageurs (1972/73), Montreal Canadiens (1972-1985) e Los Angeles Kings (1984/85).
Con i Canadiens ha vinto cinque Stanley Cup (1973, 1976, 1977, 1978 e 1979).
Nel 1993 è stato inserito nella Hockey Hall of Fame.